# Mistrzostwa Włoch w rugby union kobiet (2009/2010)
Mistrzostwa Włoch w rugby union kobiet (2009/2010) – dziewiętnasta edycja zarządzanej przez Federazione Italiana Rugby najwyższej klasy rozgrywkowej w kobiecym rugby union we Włoszech, a dwudziesta szósta ogółem. Zawody odbywały się w dniach 11 października 2009 – 2 maja 2010. Tytułu mistrzowskiego zdobytego w poprzednim sezonie broniła drużyna Red Panthers.
Swój czwarty tytuł w historii zdobyła drużyna Riviera del Brenta pokonując w finałowym meczu w Mirano zespół Red Panthers.

## System rozgrywek
Do rozgrywek przystąpiło jedenaście zespołów, które zostały podzielone na dwie grupy. Rozgrywki ligowe prowadzone były w pierwszej fazie systemem kołowym według modelu dwurundowego w okresie jesień-wiosna. Druga faza rozgrywek obejmowała mecze systemem pucharowym o mistrzostwo kraju. Do półfinałów awansowały trzy pierwsze drużyny z grupy 1, a czwarta drużyna grupy 1 rozegrała baraż o półfinał ze zwycięzcą grupy 2. Półfinały rozgrywane były w formie dwumeczu, z pierwszym meczem na boisku drużyny, która po rundzie zasadniczej była niżej sklasyfikowana. Finał zaś odbył się na neutralnym stadionie.
Najsłabsza drużyna grupy 1 została relegowana, natomiast zwycięzca grupy 2 uzyskał awans.

## Faza grupowa

### Grupa 1
| 11-10-2009 | 1 ⇐ kolejka ⇒ 6                | 13-12-2009 |
| ---------- | ------------------------------ | ---------- |
| 0-68       | Valsugana - Treviso            | 5-102      |
| 0-38       | Piacenza - Monza               | 5-32       |
| 36-7       | Riviera del Brenta - Red & Blu | 24-16      |

| 15-11-2009 | 4 ⇐ kolejka ⇒ 9                | 24-1-2010 |
| ---------- | ------------------------------ | --------- |
| 52-5       | Riviera del Brenta - Valsugana | 59-0      |
| 0-42       | Piacenza - Treviso             | 77-5      |
| 0-15       | Red & Blu - Monza              | 29-10     |

| 18-10-2009 | 2 ⇐ kolejka ⇒ 7              | 10-1-2010 |
| ---------- | ---------------------------- | --------- |
| 43-0       | Monza - Valsugana            | 27-7      |
| 27-0       | Red & Blu - Piacenza         | 64-7      |
| 36-16      | Treviso - Riviera del Brenta | 15-8      |

| 22-11-2009 | 5 ⇐ kolejka ⇒ 10           | 28-3-2010 |
| ---------- | -------------------------- | --------- |
| 5-10       | Valsugana - Piacenza       | 33-27     |
| 8-3        | Treviso - Red & Blu        | 12-5      |
| 7-14       | Monza - Riviera del Brenta | 15-5      |

| 25-10-2009 | 3 ⇐ kolejka ⇒ 8               | 17-1-2010 |
| ---------- | ----------------------------- | --------- |
| 14-39      | Valsugana - Red & Blu         | 0-78      |
| 43-7       | Riviera del Brenta - Piacenza | 61-7      |
| 18-25      | Monza - Treviso               | 0-31      |

### Grupa 2
| 11-10-2009 | 1 ⇐ kolejka ⇒ 6    | 20-12-2009 |
| ---------- | ------------------ | ---------- |
| 0-27       | Alpignano - Pesaro | 0-56       |
| 0-43       | Sesto - Perugia    | 0-122      |

| 22-11-2009 | 4 ⇐ kolejka ⇒ 9     | 31-1-2010 |
| ---------- | ------------------- | --------- |
| 5-13       | Benevento - Pesaro  | 0-15      |
| 0-59       | Alpignano - Perugia | 5-33      |

| 25-10-2009 | 2 ⇐ kolejka ⇒ 7   | 10-1-2010 |
| ---------- | ----------------- | --------- |
| 3-30       | Pesaro - Perugia  | 17-0      |
| 67-0       | Benevento - Sesto | 19-0      |

| 6-12-2009 | 5 ⇐ kolejka ⇒ 10      | 28-3-2010 |
| --------- | --------------------- | --------- |
| 47-0      | Pesaro - Sesto        | 60-0      |
| 52-17     | Benevento - Alpignano | 42-5      |

| 8-11-2009 | 3 ⇐ kolejka ⇒ 8     | 24-1-2010 |
| --------- | ------------------- | --------- |
| 21-0      | Perugia - Benevento | 13-19     |
| 5-5       | Sesto - Alpignano   | 15-10     |

## Faza pucharowa

### Baraż o półfinał
| 11 kwietnia 2010 | Red & Blu | 51:12 | Mustang Pesaro | Stadio Padovani, Florencja |
| 11 kwietnia 2010 |           | 51:12 |                | Stadio Padovani, Florencja |

### Półfinały
| 18 kwietnia 2010 | Red & Blu | 7:20 | Red Panthers | Moretti Della Marta, Civitavecchia |
| 18 kwietnia 2010 |           | 7:20 |              | Moretti Della Marta, Civitavecchia |

| 18 kwietnia 2010 | Monza | 3:23 | Riviera del Brenta | Adriano Chiolo, Monza |
| 18 kwietnia 2010 |       | 3:23 |                    | Adriano Chiolo, Monza |

| 25 kwietnia 2010 | Red Panthers | 34:15 | Red & Blu | Treviso |
| 25 kwietnia 2010 |              | 34:15 |           | Treviso |

| 25 kwietnia 2010 | Riviera del Brenta | 12:0 | Monza | Mira |
| 25 kwietnia 2010 |                    | 12:0 |       | Mira |

### Finał
| 2 maja 2010 | Red Panthers | 0:7 | Riviera del Brenta | Stadio di Rugby, Mirano Sędzia: Filippo Bertelli |
| 2 maja 2010 |              | 0:7 |                    | Stadio di Rugby, Mirano Sędzia: Filippo Bertelli |